# Morigny
Morigny település Franciaországban, Manche megyében. Lakosainak száma 70 fő (2022. január 1.). Morigny Landelles-et-Coupigny, Montbray, Saint-Vigor-des-Monts és Noues-de-Sienne községekkel határos.

## Népesség
A település népességének változása:
| Lakosok száma | 161  | 118  | 104  | 91   | 88   | 89   | 84   | 72   | 71   | 70   |
|               | 1968 | 1982 | 1990 | 2006 | 2013 | 2015 | 2017 | 2019 | 2020 | 2022 |